# وانگ ژنگ (تیرانداز ورزشی)
وانگ ژنگ (انگلیسی: Wang Zheng؛ زادهٔ ۲۸ آوریل ۱۹۷۹) تیرانداز اهل چین است.